# 家隅蛛

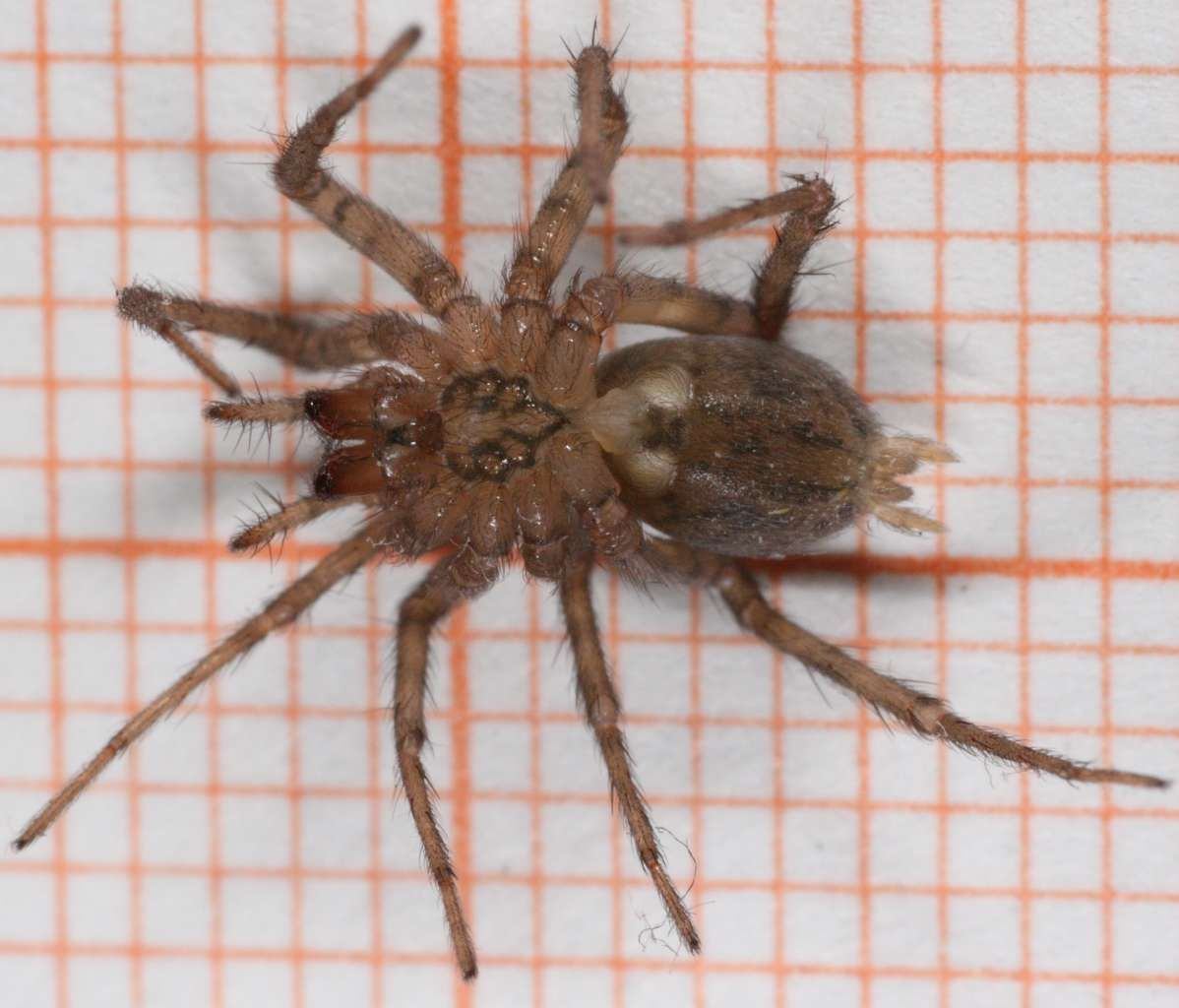
长纺疣的底部

家隅蛛（学名：Tegenaria domestica），又稱棚蛛，为漏斗蛛科隅蛛属的动物。分布于全球分布、臺灣以及中国大陆的北京、河北、内蒙古、黑龙江、吉林、辽宁、浙江、安徽、福建、山西、陕西、四川、甘肃、青海等地，多栖息于室内墙隅和农田、菜地。该物种的模式产地在欧洲。